# Confucius (film, 2010)
Ne doit pas être confondu avec Confucius (film, 1940).
Pour plus de détails, voir Fiche technique et Distribution.
Confucius (孔子, Kǒng Zǐ) est un film chinois réalisé par Hu Mei, sorti en 2010.

## Synopsis
La vie du philosophe Confucius.

## Fiche technique
- Titre : Confucius
- Titre original : 孔子 (Kǒng Zǐ)
- Réalisation : Hu Mei
- Scénario : Chan Khan, He Yanjiang, Jiang Qitao et Hu Mei
- Musique : Zhao Jiping
- Photographie : Peter Pau
- Montage : Kwong Chi-leung et Zhan Haihong
- Production : Chen Fei, Lei Zhenyu, Yang Ying et Zhou Yuncai
- Société de production : Dadi Entertainment et China Film Group Corporation
- Pays :  Chine
- Genre : Biopic, drame et historique
- Durée : 125 minutes
- Dates de sortie : 
  -  Chine : 28 janvier 2010

## Distribution
- Chow Yun-fat : Confucius
- Zhou Xun : Nanzi
- Chen Jianbin : Jisun Si
- Xu Huanshan : Lao Tseu
- Ren Quan : Yan Hui
- Lu Yi : Jisun Fei
- Wang Huichun : Li Chu

## Distinctions
Le film a reçu plusieurs prix parmi lesquels :
- Festival du film de Changchun 2010 : Meilleure photographie et Meilleure musique
- Golden Phoenix Awards 2011 : Meilleure actrice pour Zhou Xun (pour ce film et deux autres), Meilleur acteur pour Jianbin Chen
- Hong Kong Film Awards 2011 : Meilleure photographie